# Scenomyces perplexans
Scenomyces perplexans är en svampart som beskrevs av F. Stevens 1927. Scenomyces perplexans ingår i släktet Scenomyces, divisionen sporsäcksvampar och riket svampar.   Inga underarter finns listade i Catalogue of Life.